# Nils Aall Barricelli
Nils Aall Barricelli (Roma, 24 gennaio 1912 – 27 gennaio 1993) è stato un matematico italiano e norvegese.

## Biografia
Barricelli nacque da padre italiano e madre norvegese a Roma, dove studiò fino all'università, frequentando tra l'altro i corsi di Enrico Fermi. Nel 1936, a seguito della separazione dei genitori, seguì la madre in Norvegia e, dopo la seconda guerra mondiale, emigrò negli Stati Uniti.
Qui ottenne un incarico non retribuito all'Institute for Advanced Study a Princeton nel 1953, 1954 e 1956, grazie a una lettera di presentazione firmata dall'allora direttore Robert Oppenheimer.
Successivamente lavorò all'Università della California a Los Angeles, alla Università Vanderbilt (fino al 1964), al Dipartimento di Genetica dell'Università di Washington, a Seattle (fino al 1968) ed in seguito all'Istituto di Matematica dell'Università di Oslo.
I primi esperimenti basati sull'elaborazione elettronica di Barricelli relativi alla endosimbiosi ed all'evoluzione sono considerati pionieristici nel campo della ricerca sulla vita artificiale. Barricelli pubblicò studi in vari altri campi, tra i quali la genetica dei virus, il DNA, la biologia teorica, i voli spaziali, la fisica teorica e la notazione matematica.
L'opera e la figura di Barricelli sono rimaste poco conosciute fino a quando lo storico della scienza George Dyson non ne ha messo in luce l'importanza e l'attualità.